# Alte Leipaer Straße
Die Alte Leipaer Straße gehört zu den ältesten Verbindungswegen, die aus dem Zittauer Gebiet nach Böhmen führten. 
Sie steigt vom heutigen Haltepunkt „Kurort Oybin Niederdorf“ der Schmalspurbahn Zittau–Kurort Oybin auf einer ca. 3 km langen Strecke um ca. 200 m bis zum Stern (Querung mit der heutigen Jonsdorfer Straße, Parkplatz) hinauf. Am kleinen Gewässer „Schwarze Pfütze“ vorbei setzt sie sich über Valy (Schanzendorf) Ortsteil von Krompach nach Česká Lípa (Böhmisch Leipa) fort. Tiefe Hohlwege und entdeckte Hufeisenfunde belegen die intensive Nutzung als Handels- und Heeresstraße. Ihre Wichtigkeit verlor diese Route, als im Jonsdorfer Grundbachtal der Weg nach Böhmen ausgebaut wurde. Bereits 1813 nutzen napoleonische Truppen außer der Gabler Straße diese neue Verbindung.
Seit 1951 erinnert ein Denkstein an der gefassten Quelle des Hungerbornwassers, einem kleinen Nebenbach des Goldbachs, an die große Teuerung von 1539. Dieser Stein, im Volksmund als Brotstein bekannt, zeigt ein rundes Brot mit einem Blätterkranz. Er symbolisiert die Rettung einer Mutter und ihrer zwei Kinder vor dem Hungertod.
Heute führt ein Forstlehrpfad entlang des alten Weges. Auf ca. 40 Tafeln lernt man eine Vielzahl von einheimischen und eingeführten Baumarten kennen.